# Francisque Regaud
Pour les articles homonymes, voir Regaud.
Francisque Regaud est un homme politique français né le 5 septembre 1871 à Lyon (Rhône) et décédé le 30 juin 1928 à Couzon-au-Mont-d'Or (Rhône).
Docteur en droit, avocat, il est administrateur de la Caisse d’Épargne du Rhône, conseiller municipal de Lyon en 1908 et adjoint au maire. Il est député du Rhône de 1919 à 1924, inscrit au groupe de l'Entente républicaine démocratique. Il est secrétaire de la Chambre en 1922.

## Hommages
Il existe une Place Francisque-Regaud à Lyon.

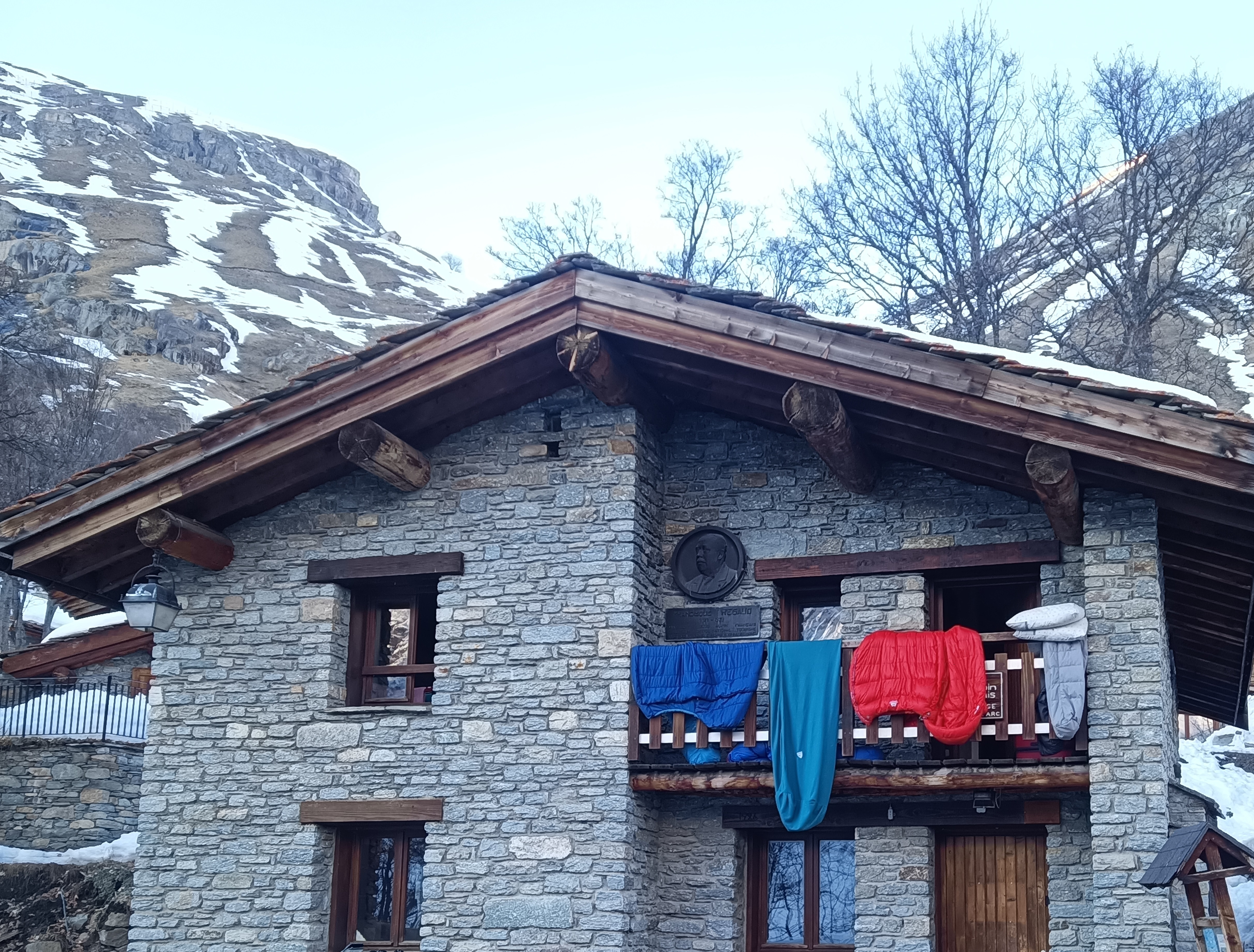

Une plaque commémorative dans le village de Bonneval-sur-Arc (Route du Tralenta) rend honneur à sa Présidence du Club alpin français de 1922 à son décès.